# Štěpánka Belgická
Štěpánka Belgická (uváděná i jako Štěpánka či Stefanie Rakouská, celým rodným jménem Stéphanie Clotilde Louise Herminie Marie Charlotte de Belgique; 21. května 1864 Laken – 23. srpna 1945 Pannonhalma) byla rodem belgická princezna a v letech 1881–1889 korunní princezna rakousko-uherská, manželka následníka trůnu Rudolfa.

## Životopis

### Původ a dětství
Štěpánka se narodila jako druhá dcera belgického krále Leopolda II. (1835–1909) a jeho ženy královny Marie Henriety (1836–1902).
Jejími sourozenci byly sestry Luisa (1858–1924) a Klementina (1872–1955) a následník trůnu Leopold, jenž zemřel v dětství (1859–1869).
Její dětství bylo poznamenáno hlubokým nesouladem mezi jejími rodiči a také předčasnou smrtí jejího staršího bratra Leopolda (1869). Navíc matka nejevila valný zájem o děti manžela, kterého nemilovala, ovšem ani otec s dcerami netrávil téměř žádný čas.

### Korunní princezna

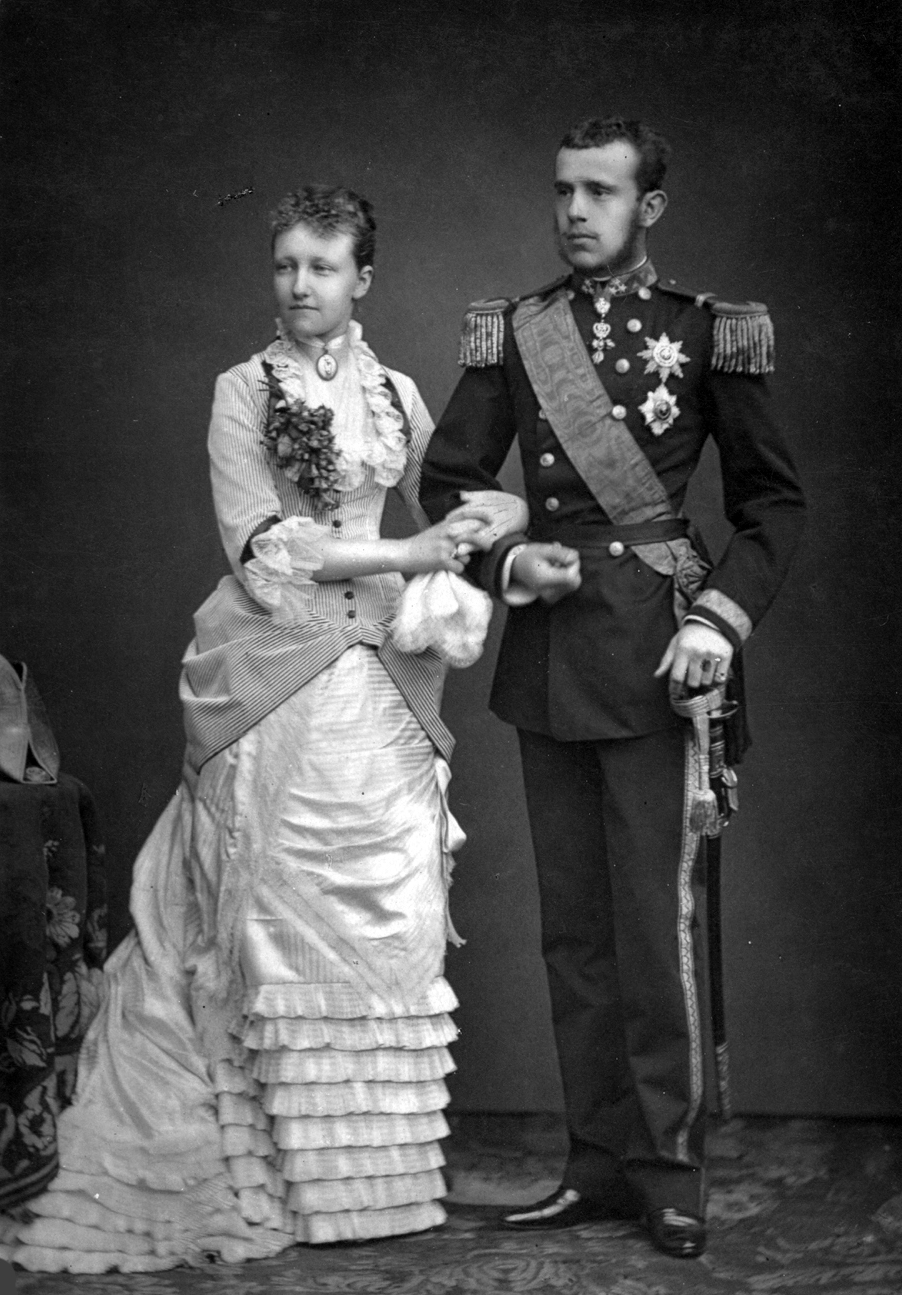
Štěpánka a Rudolf při jejich zasnoubení

Štěpánčin sňatek s rakouským a uherským korunním princem Rudolfem byl naplánován dvory ve Vídni a Bruselu. Dne 10. května 1881, ještě před svými sedmnáctými narozeninami, byla provdána za o šest let staršího korunního prince Rudolfa Rakouského v augustiniánském kostele ve Vídni. Manželství bylo zpočátku víceméně šťastné, ale brzy se projevil nesoulad povah svobodomyslného, impulzivního a hloubavého Rudolfa a upjaté a konzervativní Štěpánky. Roku 1883 se jim narodila dcera Alžběta, ale Rudolf poté zřejmě nakazil svou ženu pohlavní chorobou a ona již další děti mít nemohla. Tento fakt, zejména absence mužského následníka, měl zničující vliv na jejich vztah i na Štěpánčino postavení u dvora, které ani předtím nebylo zvlášť dobré. Přezdívalo se jí „chladná blondýna“ a její tchyně, císařovna Alžběta, jí otevřeně pohrdala pro nedostatečný původ i půvab.

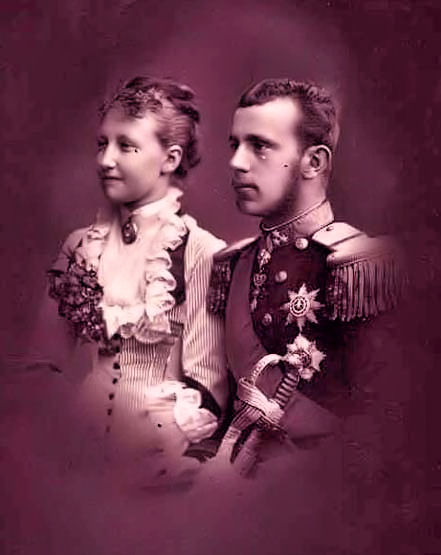
Štěpánka a Rudolf krátce po svatbě

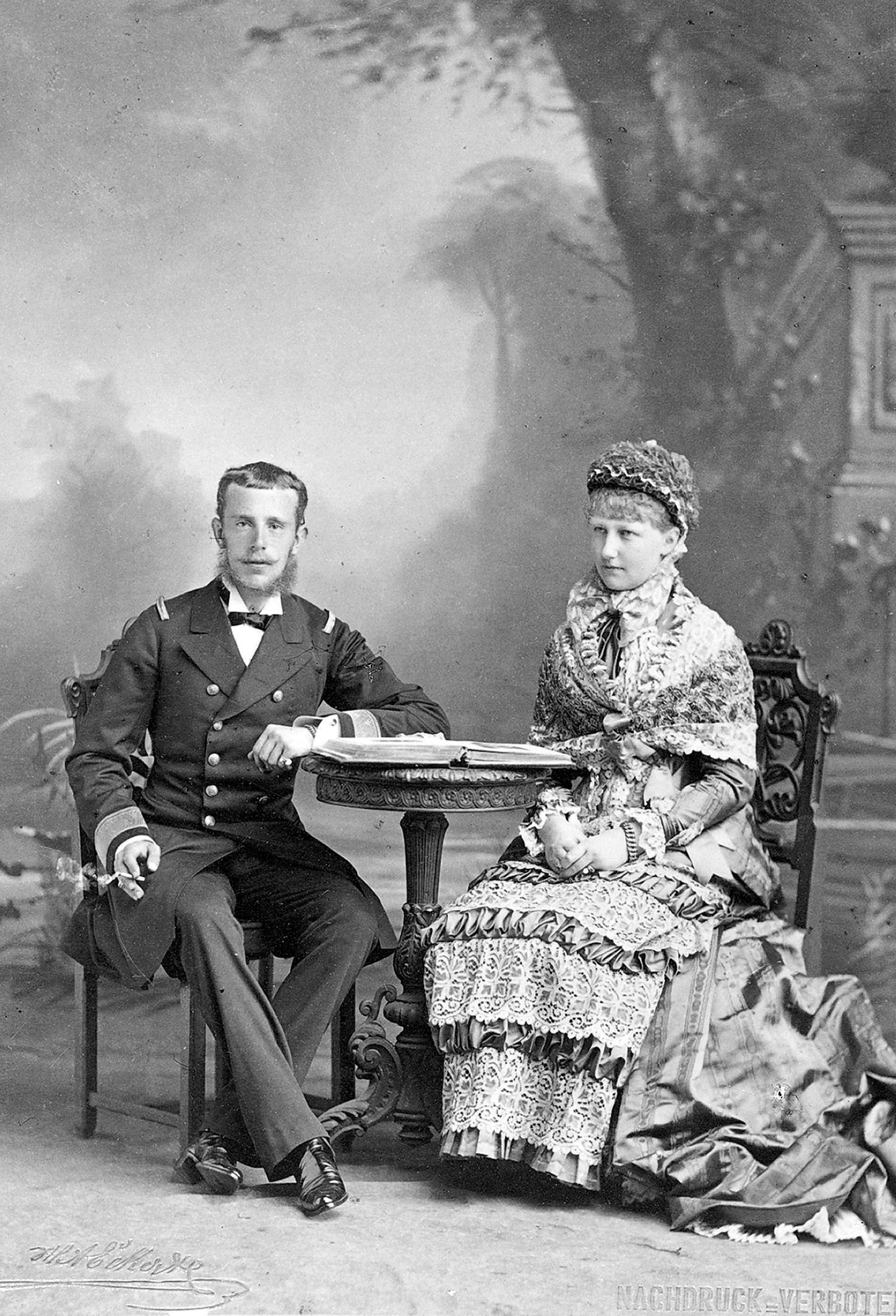

Manželství se prakticky rozpadlo a oba manželé se ani nesnažili před tím druhým skrývat s jinými známostmi. Nevyrovnaný Rudolf, který své deprese zaháněl kromě milenek ještě lovem a alkoholem, se roku 1888 pokusil dosáhnout zrušení sňatku, papež Lev XIII. to však odmítl. Dne 30. ledna 1889 bylo nalezeno tělo mrtvého Rudolfa na jeho loveckém zámečku v Mayerlingu, společně s mrtvou baronkou Marií Vetserovou. Důvod záhadné smrti dvou domnělých milenců byl vykládán v průběhu času různě. Nejpravděpodobnější vysvětlení je nicméně takové, že to byla společná sebevražda ze zoufalství tváří v tvář k žádosti, sepsané samotným císařem Františkem Josefem, aby Rudolf okamžitě ukončil tento vztah.
Po smrti Rudolfa připadlo jeho a Štěpánčino jediné dítě Alžběta Marie, zvaná Erzsi, pod opatrovnictví jejího tchána Františka Josefa. Smrtí Rudolfa bez mužských potomků vymřela jeho rodová větev po meči a následnictví se přeneslo na potomky císařova bratra. Štěpánce zůstal titul rakouské arcivévodkyně a korunní princezny-vdovy.

### Vdova
Aby se vzpamatovala z traumatu Rudolfovy sebevraždy a aby unikla z vídeňského dvora, který jí nespravedlivě přisuzoval na katastrofě velkou část viny, začala Štěpánka (stejně jako její tchyně, císařovna Alžběta) s nekonečným cestováním. Trávila mnoho času se svými sestrami Luisou a Klementinou a vyhýbala se pobytu ve Vídni. Na dvoře měla po smrti Rudolfa jen podřadnou roli vdovy po korunním princi, z čehož vyplývaly sotva jaké reprezentativní povinnosti.
Později se marně její otec král Leopold a tchán císař František Josef snažili vdát Štěpánku za rakouského nástupce trůnu Františka Ferdinanda, aby tak zabránili jeho nerovnorodému sňatku se Žofií Chotkovou.

### Druhé manželství

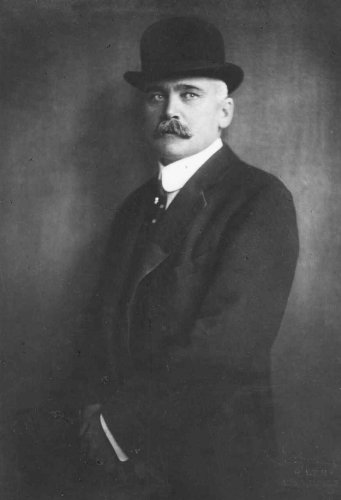
Hrabě Elemér Lónyay

Štěpánka se později seznámila s uherským hrabětem (od roku 1917 knížetem) Elemérem Lónyayem z Velké Lónye a Vásáros-Namény (1863–1946), do kterého se zamilovala. Vzdala se svého dosavadního titulu a s tím spojeného postavení a vdala se za pouhého hraběte po 11 letech vdovství dne 22. března 1900 na zámku Miramare (Terst). Tento krok vedl k naprostému přerušení vztahu s otcem, králem Belgie. Přesto se právě toto manželství ukázalo být nejšťastnějším Štěpánčiným životním krokem a nikdy ho nelitovala.
Pár se usadil na zámečku Oroszvár (dnes Rusovce) v luzích na pravém břehu Dunaje jižně od Bratislavy. Štěpánka založila v okolí zámku mnoho zahrad a sadů, milovala tamní přírodu a ráda se těšila z vlastních krásných parků. Pořádaly se zde časté lovy, František Ferdinand a jeho paní Žofie Chotková vévodkyně z Hohenbergu byli častými a oblíbenými hosty Lónyayského sídla.

### Rodinné rozepře
Když roku 1902 zemřela její matka, vydala se Štěpánka na pohřeb do Bruselu. Avšak když se chtěla rozloučit se zesnulou u rakve, vyhnal ji otec z kaple. Dědictví po královně obnášelo 50 000 franků, čemuž především věřitelé Štěpánčiny vysoce zadlužené sestry Luisy nemohli uvěřit, neboť Leopold II. vydělal miliardy jako „vlastník“ Belgického Konga (dnes Demokratická republika Kongo). Štěpánka podala společně s Luisinými věřiteli žalobu na svého otce, nicméně proces prohrála.
Se svou dcerou arcivévodkyní Alžbětou Marií neměla Štěpánka po svém novém sňatku již téměř žádný kontakt. Jelikož byla z císařského domu vyloučena, musela se Štěpánka se svou dcerou rozloučit a nechat ji ve Vídni. Její vztah s dcerou byl však zkalen i tím, že i Erzsi přisuzovala matce spoluvinu za „tragédii z Mayerlingu“.

### Pozdější roky
Za první světové války Štěpánka pracovala jako ošetřovatelka v lazaretu, který byl zřízen v jejich zámku. Roku 1917 císař Karel I. povýšil hraběte Lónyaye na knížete, čímž se i Štěpánka stala kněžnou (titul stejné úrovně jako princezna). Pár zůstal žít v Rusovcích i po rozpadu Rakouska-Uherska (Rusovce zůstaly v Uhersku, resp. Maďarsku, jehož byly součástí až do roku 1947).
Roku 1935 zveřejnila Štěpánka své paměti pod názvem Měla jsem být císařovnou (orig.: Ich sollte Kaiserin werden). To vedlo v Rakousku ke skandálu a zákazu šíření, kniha však byla následně vydána mimo Rakousko a přeložena do mnoha jazyků.
Na konci druhé světové války se knížecí pár Lónyayových uchýlil před postupující Rudou armádou do benediktinského kláštera Pannonhalma (asi 80 km od Rusovců). Tam 81letá Štěpánka dne 23. srpna 1945 zemřela a byla pochována v kryptě klášterního kostela.

## Potomci

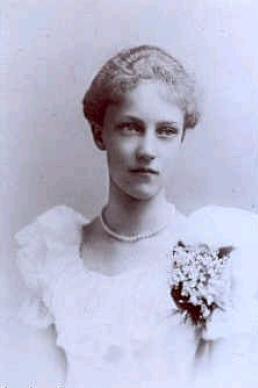
Dcera Štěpánky – Alžběta Marie zvaná Erzsi

- Alžběta Marie (2. září 1883 – 16. března 1963); arcivévodkyně rakouská; 
  - ⚭ 1902 kníže Ota z Windisch-Graetze (7. října 1873 – 25. prosince 1952), 4 děti
  - ⚭ 1948 Leopold Petznek (1881–1956)

## Ocenění
Na počest Štěpánky Belgické byla pojmenována řada míst a staveb, také v Zemích koruny české, např. vyhlídka Korunní princezny Stefanie v Karlových Varech, dnes nesoucí jméno Goethova vyhlídka, nebo Štefanina výšina v Mariánských Lázních, které princezna několikrát navštívila jako lázeňský host. Dále po ní byla se souhlasem jejího manžela Rudolfa pojmenována věž Stephanienwarte na Platte ve Štýrském Hradci-Mariatrostu. Rovněž tak Stefaniewarte na Kahlenbergu ve Vídni, nebo také koncertní sál, Stephaniensaal, v štýrskohradeckém Kongresu, nesou právě její jméno. Již jako vdova navštívila Štěpánka Mladou Boleslav, kde po ní pojmenovali park Štěpánka. V současné době v Benešově existuje nemocnice nesoucí jméno Rudolfa a Stefanie.
Pro návštěvu korunní princezny Štěpánky v roce 1888 byla až do té doby obtížně dostupná Plitvická jezera v Chorvatsku krásně upravena a byly postaveny první lávky přes vodní toky. Dodnes nese jedna z nejslavnějších stezek vedoucích napříč parkem jméno „Štěpánčina cesta“ (chorvatsky Štefanijin put).
Roku 1888 objevila rakousko-uherská výprava Sámuela Telekiho ve východní Africe slané jezero, které pojmenovala po korunní princezně Štěpánčiným (Stefaniesee, Stefánia-tó), když předtím objevené větší jezero nazvala Rudolfovým (dnes Turkana). Pro Štěpánčino jezero, nacházející se na jihozápadním okraji Etiopie, se dnes častěji užívá místní název Chew Bahir.

## Tituly a oslovení
- 21. května 1864 – 10. května 1881: Její královská Výsost princezna Štěpánka Belgická
- 10. května 1881 – 30. ledna 1889: Její císařská a královská Výsost, korunní princezna rakouská, uherská a česká
- 30. ledna 1889 – 22. března 1900: Její císařská a královská Výsost, korunní princezna-vdova rakouská, uherská a česká
- 22. března 1900 – 1917: Její královská Výsost princezna Štěpánka, hraběnka Lónyay de Nagy-Lónya
- 1917 – 23. srpna 1945: Její královská Výsost kněžna Lónyay de Nagy-Lónya

## Vývod z předků
|                   |                                      |  |                               |                                          |  |  |  |  |  |  |  | Arnošt Fridrich Sasko-Kobursko-Saalfeldský |
|                   |                                      |  |                               |                                          |  |  |  |  |  |  |  |                                            |
|                   | František Sasko-Kobursko-Saalfeldský |  |                               |                                          |  |  |  |  |  |  |  |                                            |
|                   |                                      |  |                               |                                          |  |  |  |  |  |  |  |                                            |
|                   |                                      |  |                               | Sofie Antonie Brunšvicko-Wolfenbüttelská |  |  |  |  |  |  |  |                                            |
|                   |                                      |  |                               |                                          |  |  |  |  |  |  |  |                                            |
|                   | Leopold I. Belgický                  |  |                               |                                          |  |  |  |  |  |  |  |                                            |
|                   |                                      |  |                               |                                          |  |  |  |  |  |  |  |                                            |
|                   |                                      |  |                               | Jindřich XXIV. Reuss z Ebersdorfu        |  |  |  |  |  |  |  |                                            |
|                   |                                      |  |                               |                                          |  |  |  |  |  |  |  |                                            |
|                   | Augusta Reussová z Ebersdorfu        |  |                               |                                          |  |  |  |  |  |  |  |                                            |
|                   |                                      |  |                               |                                          |  |  |  |  |  |  |  |                                            |
|                   |                                      |  |                               | Karolína Ernestina Erbašsko-Schönberská  |  |  |  |  |  |  |  |                                            |
|                   |                                      |  |                               |                                          |  |  |  |  |  |  |  |                                            |
|                   | Leopold II. Belgický                 |  |                               |                                          |  |  |  |  |  |  |  |                                            |
|                   |                                      |  |                               |                                          |  |  |  |  |  |  |  |                                            |
|                   |                                      |  |                               | Ludvík Filip II. Orleánský               |  |  |  |  |  |  |  |                                            |
|                   |                                      |  |                               |                                          |  |  |  |  |  |  |  |                                            |
|                   | Ludvík Filip Francouzský             |  |                               |                                          |  |  |  |  |  |  |  |                                            |
|                   |                                      |  |                               |                                          |  |  |  |  |  |  |  |                                            |
|                   |                                      |  |                               | Luisa Marie Adéla Bourbonská             |  |  |  |  |  |  |  |                                            |
|                   |                                      |  |                               |                                          |  |  |  |  |  |  |  |                                            |
|                   | Luisa Orleánská                      |  |                               |                                          |  |  |  |  |  |  |  |                                            |
|                   |                                      |  |                               |                                          |  |  |  |  |  |  |  |                                            |
|                   |                                      |  |                               | Ferdinand I. Neapolsko-Sicilský          |  |  |  |  |  |  |  |                                            |
|                   |                                      |  |                               |                                          |  |  |  |  |  |  |  |                                            |
|                   | Marie Amálie Neapolsko-Sicilská      |  |                               |                                          |  |  |  |  |  |  |  |                                            |
|                   |                                      |  |                               |                                          |  |  |  |  |  |  |  |                                            |
|                   |                                      |  |                               | Marie Karolína Rakouská                  |  |  |  |  |  |  |  |                                            |
|                   |                                      |  |                               |                                          |  |  |  |  |  |  |  |                                            |
| Štěpánka Belgická |                                      |  |                               |                                          |  |  |  |  |  |  |  |                                            |
|                   |                                      |  |                               |                                          |  |  |  |  |  |  |  |                                            |
|                   |                                      |  | František I. Štěpán Lotrinský |                                          |  |  |  |  |  |  |  |                                            |
|                   |                                      |  |                               |                                          |  |  |  |  |  |  |  |                                            |
|                   | Leopold II.                          |  |                               |                                          |  |  |  |  |  |  |  |                                            |
|                   |                                      |  |                               |                                          |  |  |  |  |  |  |  |                                            |
|                   |                                      |  |                               | Marie Terezie Habsburská                 |  |  |  |  |  |  |  |                                            |
|                   |                                      |  |                               |                                          |  |  |  |  |  |  |  |                                            |
|                   | Josef Habsbursko-Lotrinský           |  |                               |                                          |  |  |  |  |  |  |  |                                            |
|                   |                                      |  |                               |                                          |  |  |  |  |  |  |  |                                            |
|                   |                                      |  |                               | Karel III. Španělský                     |  |  |  |  |  |  |  |                                            |
|                   |                                      |  |                               |                                          |  |  |  |  |  |  |  |                                            |
|                   | Marie Ludovika Španělská             |  |                               |                                          |  |  |  |  |  |  |  |                                            |
|                   |                                      |  |                               |                                          |  |  |  |  |  |  |  |                                            |
|                   |                                      |  |                               | Marie Amálie Saská                       |  |  |  |  |  |  |  |                                            |
|                   |                                      |  |                               |                                          |  |  |  |  |  |  |  |                                            |
|                   | Marie Jindřiška Habsbursko-Lotrinská |  |                               |                                          |  |  |  |  |  |  |  |                                            |
|                   |                                      |  |                               |                                          |  |  |  |  |  |  |  |                                            |
|                   |                                      |  |                               | Fridrich II. Evžen Württemberský         |  |  |  |  |  |  |  |                                            |
|                   |                                      |  |                               |                                          |  |  |  |  |  |  |  |                                            |
|                   | Ludvík Württemberský                 |  |                               |                                          |  |  |  |  |  |  |  |                                            |
|                   |                                      |  |                               |                                          |  |  |  |  |  |  |  |                                            |
|                   |                                      |  |                               | Bedřiška Braniborsko-Schwedtská          |  |  |  |  |  |  |  |                                            |
|                   |                                      |  |                               |                                          |  |  |  |  |  |  |  |                                            |
|                   | Marie Dorotea Württemberská          |  |                               |                                          |  |  |  |  |  |  |  |                                            |
|                   |                                      |  |                               |                                          |  |  |  |  |  |  |  |                                            |
|                   |                                      |  |                               | Karel Kristián Nasavsko-Weilburský       |  |  |  |  |  |  |  |                                            |
|                   |                                      |  |                               |                                          |  |  |  |  |  |  |  |                                            |
|                   | Henrietta Nasavsko-Weilburská        |  |                               |                                          |  |  |  |  |  |  |  |                                            |
|                   |                                      |  |                               |                                          |  |  |  |  |  |  |  |                                            |
|                   |                                      |  |                               | Karolína Oranžsko-Nassavská              |  |  |  |  |  |  |  |                                            |
|                   |                                      |  |                               |                                          |  |  |  |  |  |  |  |                                            |